# Заиченко, Сергей Никонович
Сергей Никонович Заиченко (укр. Сергій Никонович Заїченко; 28 октября 1929 год, село Омельник, Кременчугский район, Полтавская область — 1998 год, Кременчуг, Полтавская область, Украина) — передовик производства, токарь Кременчугского автомобильного завода Министерства автомобильной промышленности СССР, Полтавская область, Украинская ССР. Герой Социалистического Труда (1966).

## Биография
Родился 28 октября 1929 года в крестьянской семье в селе Омельник Полтавской области. Трудовую деятельность начал в 1946 году. Работал разнорабочим в колхозе «Победа» в родном селе и с 1948 года — слесарем на станции Здолбуново. В 1949 году был призван на срочную службу в армию. С 1957 года — токарь механического цеха № 2 Кременчугского автомобильного завода. Выпускал продукцию с собственным клеймом.
Указом Президиума Верховного Совета СССР от 22 августа 1966 года «за особые заслуги в выполнений заданий семилетнего плана, активное участие в создании конструкций и организации массового производства новых машин, достижение высоких производственных показателей» удостоен звания Героя Социалистического Труда с вручением ордена Ленина и золотой медали «Серп и Молот».
После выхода на пенсию проживал в городе Кременчуг, где скончался в 1998 году.
В Кременчуге на Аллее героев в парке Мира находится барельеф, посвящённый Сергею Заиченко.

## Награды
- Орден Ленина
- Орден «Знак Почёта» (1961)